# Полян, Павел Маркович
Па́вел Ма́ркович Поля́н (род. 31 августа 1952, Москва, СССР) — советский и российский географ-демограф, публицист, писатель и литературовед (литературоведческие труды и художественные произведения опубликованы главным образом под псевдонимом Павел Нерлер).
Доктор географических наук, профессор. Директор Мандельштамовского центра Национального исследовательского университета «Высшая школа экономики», ведущий научный сотрудник Института географии РАН.

## Географ и историк
В 1974 году окончил географический факультет МГУ, а затем аспирантуру Института географии АН СССР, сотрудником которого сейчас является. Ученик Г. М. Лаппо. В 1980 году защитил кандидатскую диссертацию «Опорный каркас расселения и его важнейшие узловые и линейные элементы: на примере Кавказского региона», в 1998 году — диссертацию на соискание учёной степени доктора географических наук на тему «География принудительных миграций в СССР».
Является профессором Ставропольского государственного университета; участвовал в проекте Кёльнского центра документации национал-социализма.
В 1970-е — 1980-е годы основной темой научных работ Поляна были городское расселение, транспортные связи и демография городов, с середины 1980-х годов он занимается изучением истории и географии принудительных миграций населения. В 1991—1993 годах стажировался[как?][кем?][где?] в Германии, где собирал материалы о судьбах остарбайтеров.
Автор и соавтор около 200 научных публикаций.

## Литературная деятельность, работы о Мандельштаме
В 1970-е годы Павел Полян (взявший псевдоним Нерлер по имени реки Нерли) был близок к поэтической группе «Московское время» и литературной студии МГУ «Луч». Полян — председатель Мандельштамовского общества при РГГУ, один из составителей энциклопедии о творчестве Осипа Мандельштама, автор биографических работ о Мандельштаме и редактор двух его собраний сочинений. Является автором двух неизданных сборников стихов (один из них, написанный в 1998 году «Ботанический сад», размещён в интернете).

## Вторая мировая война
Им были также опубликованы и прокомментированы найденные и сохранившиеся рукописи членов зондеркоманды Лейба Лангфуса, в том числе в книжной форме (Залман Градовский. В сердцевине ада, М.: Гамма-Пресс, 2010 и 2011), проведена уникальная работа по восстановлению записок члена зондеркоманды Марселя Наджари, опубликованы детские дневники из Каунасского гетто (Записки из Каунасского гетто: катастрофа сквозь призму детских дневников. М.: Время, 2011).

## Публицист
Автор многочисленных публицистических статей, составитель сборника воспоминаний советских военнопленных-евреев, прошедших через систему немецких концлагерей. Опубликовал ряд статей о жизни евреев-иммигрантов из бывшего СССР в Германии, Израиле и США.

## Книги

### Монографии
- Кибальчич О. А., Полян П. М. Проблемы современной урбанизации. — М.: Академия наук СССР, Московский филиал Географического общества СССР, 1985.
- Методика выделения и анализа опорного каркаса расселения. — М.: Академия наук СССР, Ин-т географии, 1988.
- Вениамин Петрович Семёнов-Тян-Шанский (1870—1942) / отв. ред. д-р геогр. наук Э. М. Мурзаев; Академия наук СССР. — М.: Наука, 1989. — 128 с. — (Научно-биографическая литература). — 24 000 экз. — ISBN 5-02-002612-3. (обл.)
- Ахаминов А. Д., Полян П. М. Проблемы горного хозяйства и расселения. — М.: Информационно-издательский центр Госкомстата СССР, 1990.
- «С гурьбой и гуртом…»: хроника последнего года жизни О. Э. Мандельштама. — М.: Радикс, 1994. (под псевдонимом П. М. Нерлер)
- Осип Мандельштам в Гейдельберге. — М.: Арт-Бизнес-Центр, 1994.
- Жертвы двух диктатур: Советские военнопленные и остарбайтеры в Третьем рейхе и их репатриация. — М.: ВАШ ВЫБОР ЦИРЗ, 1996. — 442 с. — ISBN 5-89002-008-0.
  - переиздана под названием: Жертвы двух диктатур: Жизнь, труд, унижение и смерть совет. военнопленных и остарбайтеров на чужбине и на родине. М., 2002. — 894 с. — ISBN 5-8243-0130-1.
- «Вестарбайтеры»: интернированные немцы в СССР (предыстория, история, география). Учебное пособие для спецкурса. — Ставрополь, 1999.
- Нефёдова Т. Г., Полян П. М., Трейвиш А. И. Город и деревня в Европейской России: сто лет перемен. — М., 2001
- Полян П. Не по своей воле: история и география принудительных миграций в СССР.. — М.: Оги — Мемориал, 2001. — ISBN 5-94282-007-4.
  - На англ. яз. — Against Their Will: The History and Geography of Forced Migrations in the USSR. Budapest: Central European University, 2004.
- Обречённые погибнуть / сост. П. Полян, А. Шнеер. — М.: Новое издательство, 2006. — 576 с. — ISBN 5983790692..
- Отрицание отрицания, или Битва под Аушвицем. Дебаты о демографии и геополитике Холокоста / сост. П. М. Полян, А. Р. Кох. — М.: 2008.
- Между Аушвицем и Бабьим Яром. Размышления и исследования о Катастрофе. — М.: РОССПЭН, 2010. — 583 с. — 800 экз. — ISBN 978-5-8243-1504-2.
- Видгоф Л. М., Полян П. М. Прогулка по мандельштамовской Москве: карта-экскурсия. — М.: Мандельштамовское общество, 2008.
- Слово и «Дело» Осипа Мандельштама: книга доносов, допросов и обвинительных заключений. — М.: Петровский парк, 2010.(под псевдонимом П. М. Нерлер)
- Осип Мандельштам и Америка. — Ставрополь: Издательство СГУ, 2012. (под псевдонимом П. М. Нерлер)
- Свитки из пепла. Еврейская «зондеркоммандо» в Аушвице-Биркенау и её летописцы. М. — Ростов-на-Дону: Феникс, 2013. ISBN 978-5-222-22090-0
- Con amore: Этюды о Мандельштаме — М.: НЛО, 2014, 856 с. ISBN 978-5-4448-0162-8
- Территориальные структуры — урбанизация — расселение: теоретические подходы и методы изучения. — М.: Новый Хронограф, 2014. — 788 с. — 550 экз. — ISBN 978-5-94881-224-3.
- Историомор, или Трепанация памяти. Битвы за правду о ГУЛАГе, депортациях, войне и Холокосте. — М.: АСТ, 2016. — 624 с. — 1500 экз. — ISBN 978-5-17-098145-8.
- Жизнь и смерть в аушвицком аду. — М.: АСТ, 2018. — 640 с. — (История де-факто). — 1500 экз. — ISBN 978-5-17-109487-4.
- Географические арабески: пространства вдохновения, свободы и несвободы. — М.: ИКАР, 2017. — 832 с. — 300 экз. — ISBN 978-5-7974-0579-5.
- Pavel Nerler. Verfemung, Verbannung und Tod eines Dichters 1932–38 (нем.). — Brill, 2017. — ISBN 978-3-506-78530-5.

### Составление и комментарии
- О. Э. Мандельштам. Слово и культура: о поэзии, разговор о Данте, статьи, рецензии. Сост. и комм. П. М. Нерлер. М.: Советский писатель, 1987.
- Осип Мандельштам. Сочинения в 2-х тт. под общей редакцией С. С. Аверинцева. Т. 2: Проза и переводы. Составитель П. М. Полян. М.: Художественная литература, 1990.
- Осип Мандельштам. Стихотворения, переводы, очерки, статьи. Сост. Г. Маргвелашвили, П. Нерлер и И. Семенко. Тбилиси: Мерани, 1990.
- Бенедикт Лившиц. Полутораглазый стрелец: Стихотворения, переводы, воспоминания / Вступит. статья А. А. Урбана; составление Е. К. Лившиц и П. М. Нерлера; подготовка текста П. М. Нерлера и А. Е. Парниса; примечания П. М. Нерлера, А. Е. Парниса и Е. Ф. Ковтуна. Л.: Сов. писатель, 1989. — 720 с. Ил. 8 л. ISBN 5-265-00229-4
- О. Э. Мандельштам. Избранное. Составление и комментарии — П. М. Нерлер. М.: Интерпринт, 1991.
- Сохрани мою речь. Мандельштамовский сборник под ред. П. Нерлера, О. А. Лекманова, А. Никитаева. М.: Обновление, Выпуск 1 — 1991, Выпуск 2 — 1993, Выпуск 4 — 2008, Выпуск 5 — 2011.
- О. Э. Мандельштам. Собрание сочинений в четырёх томах: Стихи и проза 1930—1937. Т. 3. Составители П. Нерлер и А. Никитаев. М.: Арт-Бизнес-Центр, 1994.
- Мандельштам в Воронеже: воспоминания. Сост. П. М. Нерлер. Мандельштамовское общество. М., 1992.
- «Ясная Наташа». Составители Павел Нерлер и Нелли Гордина. Мандельштамовское общество. М.: Кварта, 2008.
- Н. Я. Мандельштам. Об Ахматовой. Мандельштамовское общество. М.: Три квадрата, 2008.
- Осип Мандельштам в Воронеже: воспоминания, фотоальбом, стихи к 70-летию со дня смерти О. Э. Мандельштама. М.: Творческая мастерская, 2008.
- Угль, пылающий огнём: воспоминания о Мандельштаме, стихи, статьи, переписка. Издательский центр Российский государственного университета, 2008.
- Осип Мандельштам и Урал: стихи, воспоминания, документы. М.: Петровский парк, 2009.
- Залман Градовский. В сердцевине ада. Записки, найденные в пепле возле печей Освенцима. Составление, комментарии и развёрнутое приложение Павла Поляна. М.: Гамма-Пресс, 2010 и 2011.
- Д. Т. Чиров. Средь без вести пропавших: воспоминания советского военнопленного о Шталаге XVII «Б» Кремс-Гнайксендорф, 1941—1945 гг. Составление и комментарии П. М. Поляна. М.: РОССПЭН, 2010.
- Записки из Каунасского гетто: катастрофа сквозь призму детских дневников. Составители В. Лазерсон и П. Полян. М.: Время, 2011.

### Стихи
- Павел Нерлер. Ботанический сад. Книга стихов. М.: Арт-Бизнес-Центр, 1998.
- Павел Нерлер. Високосные круги: Стихи 1970—2012 гг. М.: Водолей, 2013.